# Janez Duns Skot
Janez Duns Skot (angleško John Duns Scotus, latinsko Ioannes Duns Scotus), s častnim nazivom Doctor subtilis (Pretanjeni učitelj) ali tudi Doctor marianus (Marijanski učitelj), škotski duhovnik, frančiškan, teolog, filozof in blaženi, * okoli 1266, Duns, Berwickshire, Škotska, † 8. november 1308, Köln, Nemčija.
Velja za enega najvplivnejših filozofov visokega srednjega veka. Duns Skot je tvorec po njem imenovanega filozofskega nazora skotizma, katerega bistveni elementi so:
- ločevanje filozofije od teologije;
- nezmožnost razumskega razumevanja razodetih resnic;
- zagovarjanje voluntarizma, prednosti volje pred razumom;
- v metafiziki se s partikularizmom substanc oddalji od klasičnega spora o univerzalijah.

Zavračal je racionalizem v teologiji. Namesto tega je postavil za vzor neintelektualno čaščenje device Marije.

## Življenje
O Duns Skotovem življenju in nastanku del je zelo malo zgodovinskih virov. Razen datuma smrti je poznan datum njegovega mašniškega posvečenja (17. marec 1291), predhodna poročila o njem ne obstajajo. Najverjetnejši kraj rojstva je mestece Duns v grofiji Berwickshire na Škotskem ob meji z Anglijo.  Nedorečeno ostaja, kdaj je vstopil v red manjših bratov in kdaj točno je študiral na Univerzi v Oxfordu in/ali Cambridgeu. Da se je v letih od 1293 do 1297 izpopolnjeval v Parizu, je zgolj predpostavka njegovih biografov, glede na statut, da je devet let študija vključevalo tudi izpopolnjevanje v Parizu. Ohranjeno Skotovo predavanje na Oxfordski univerzi o Lombardovih »Sentencah« cerkvenih očetov, ki ga je bil dožan pripraviti kot bakalaver, je nastalo okoli leta 1300. Leta 1302 je ponovil predavanja v Parizu. Že naslednjega leta zabrede v težave, ko francoski kralj Filip Lepi zahteva popis spisov, ki kritizirajo delo papeža Bonifacija VIII.. Duns Skot je zavrnil predložitev svojih del, zato je že naslednje leto bil izgnan iz Francije. Do leta 1304 ni o njem nobenih poročil, nakar se ponovno pojavi v Parizu, kot kandidat za promocijo v naziv magistra. V letih od 1305 do 1307 mu uspe pridobiti ta naziv, nakar je poslan v Köln kot »Lector principalis« tamkajšnjega minoritskega samostana. Umrl je 8. novembra 1308, pokopan je v tamkajšnji Kölnski minoritski cerkvi.
Težavnost njegove argumentacije je med sodobniki kot tudi skozi zgodovino kritike sholastike bila povod, da so ga nasprotniki po krivici žalili z vzdevkom »dunce«, kar je angleško za tepec, omejenec. Kljub temu je vplival na konsolidacijo minoritskih filozofov, ki so namesto tomizma dominikancev raje izbirali skotistično filozofijo. Intelektualni boj za vpliv na univerzah je bil stalnica med obema uboštvenima redovoma. Nezanemarljiv je tudi Duns Skotov vpliv na moderno filozofijo. Leta 1993 ga je papež Janez Pavel II. beatificiral za blaženega.

## Filozofija
Po Dunsu Skotu um abstrahira  pojem biti od čutnih podatkov. Božje bivanje je lahko spoznano zgolj aposteriori skozi pojem neskončne Biti, ne pa apriori, kar pomeni, da védenje o Bogu izhaja iz ustvarjene biti in ne obratno.
Zanika spoznavno vrednost apofatične govorice o Bogu.

## Brezmadežno spočetje Device Marije
To je najbrž najpomembnejše področje Duns Scotove teološke razprave. Bil je prvi, ki je goreče zagovarjal tezo o Marijinem brezmadežnem spočetju. Veliki filozofi in teologi takratne dobe, so si bili o tej temi takrat med seboj na različnih bregovih (npr. Tomaž Akvinski in njegovi učenci). Praznovanje Marijinega brezmadežnega spočetja je bilo dobro uveljavljeno na vzhodu že v sedmem stoletju, na zahodu pa se je le počasi uveljavljalo, tudi zaradi filozofskih še nerešenih vprašanj na to temo. Scot se je držal načela »decuit, potuit, ergo fecit« (Bog je to lahko naredil, bilo je primerno, zato je to storil) in izoblikoval naslednje trditve: Marija je potrebovala odrešenje, kot vsi drugi ljudje, vendar samo po dogodku Jezusovega križanja, bi to bilo že vnaprej nemogoče, če ne bi bila že v začetku obvarovana izvirnega greha. Takšna izjava je v Parizu izzvala mnogo ugovorov.
To Scotovo trditev je 8. decembra leta 1854 z bulo Ineffabilis Deus potrdil papež Pij IX., s čimer je dokončno razglasil versko dogmo o Marijinem brezmadežnem spočetju.